# سرتیپ
سرتیپ درجه‌ای در نیروهای مسلح است، که جایگاهی بالاتر از سرتیپ دوم و پایین‌تر از سرلشکر دارد و معادل درجه دریادار در نیروی دریایی است.

## واژه‌شناسی
اصطلاح «سرتیپ» از دو واژه ساخته شده‌است: «سر» + «تیپ»
درجه «سرتیپ» در سال ۱۳۱۴ در ارتش شاهنشاهی ایران با پیشنهاد انجمن واژه‌گزینی و تصویب فرهنگستان زبان ایران برای «فرمانده تیپ» به کار گرفته شد.

## ایران
| درجه‌های ارتش ایران | درجه‌های ارتش ایران | درجه‌های ارتش ایران |
| نیروها             | نیروها             | نیروها             |
| زمینی و هوایی      | دریایی             |                    |
| ------------------ | ------------------ | ------------------ |
| ارتشبد             | دریابد             |                    |
| سپهبد              | دریاسالار          |                    |
| سرلشکر             | دریابان            |                    |
| سرتیپ              | دریادار            |                    |
| سرتیپ دوم          | دریادار دوم        |                    |
| سرهنگ              | ناخدا یکم          |                    |
| سرهنگ دوم          | ناخدا دوم          |                    |
| سرگرد              | ناخدا سوم          |                    |
| سروان              | ناوسروان           |                    |
| ستوان ۳، ۲ و ۱     | ناوبان ۳، ۲ و ۱    |                    |
| استوار ۲ و ۱       | ناواستوار ۲ و ۱    | ناواستوار ۲ و ۱    |
| گروهبان ۳، ۲ و ۱   | مهناوی ۳، ۲ و ۱    | مهناوی ۳، ۲ و ۱    |
| سرجوخه             | سرناوی             | سرناوی             |
| سرباز ۲ و ۱        | ناوی ۲ و ۱         | ناوی ۲ و ۱         |
| سرباز              | ناوی               | ناوی               |

در نیروهای مسلح ایران، درجه سرتیپی در مجموعه‌های نیروی زمینی ارتش، نیروی هوایی ارتش، نیروی پدافند هوایی ارتش، نیروی زمینی سپاه، نیروی هوافضای سپاه و فرماندهی انتظامی بکار می‌رود. در نیروی دریایی ارتش و نیروی دریایی سپاه نیز از درجه معادل دریادار استفاده می‌شود.

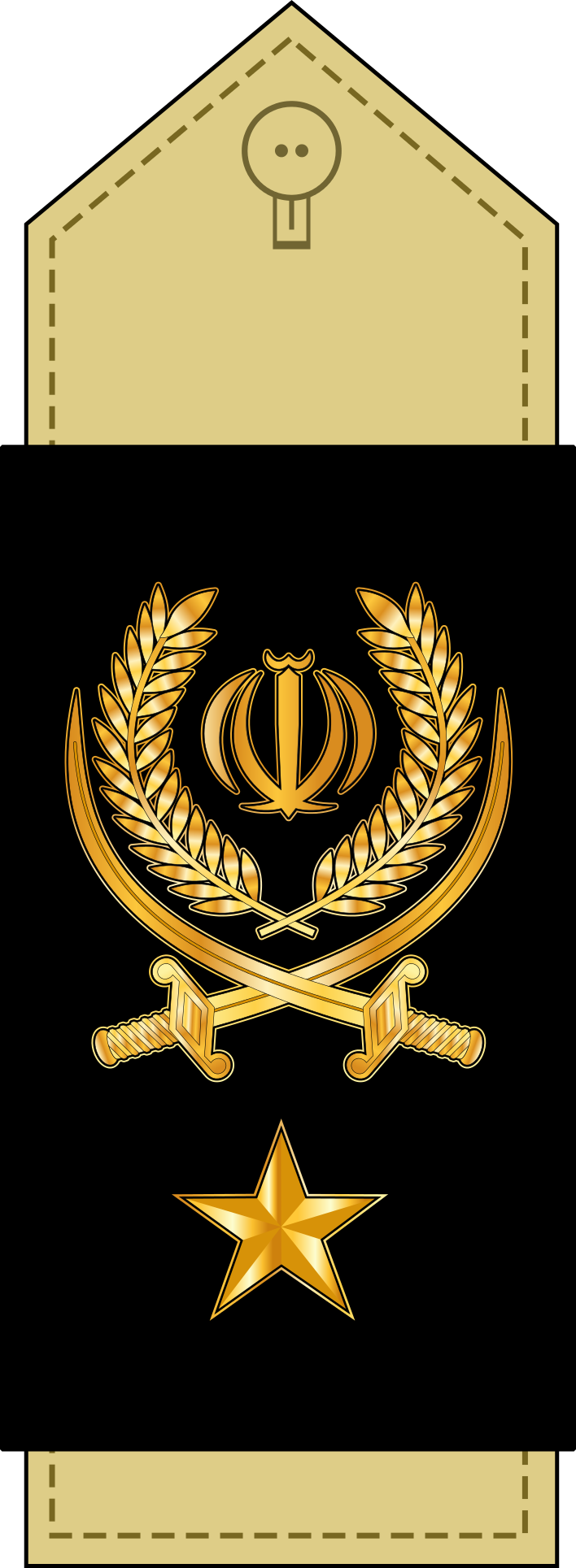
نشان سرتیپ نیروی زمینی ارتش جمهوری اسلامی ایران
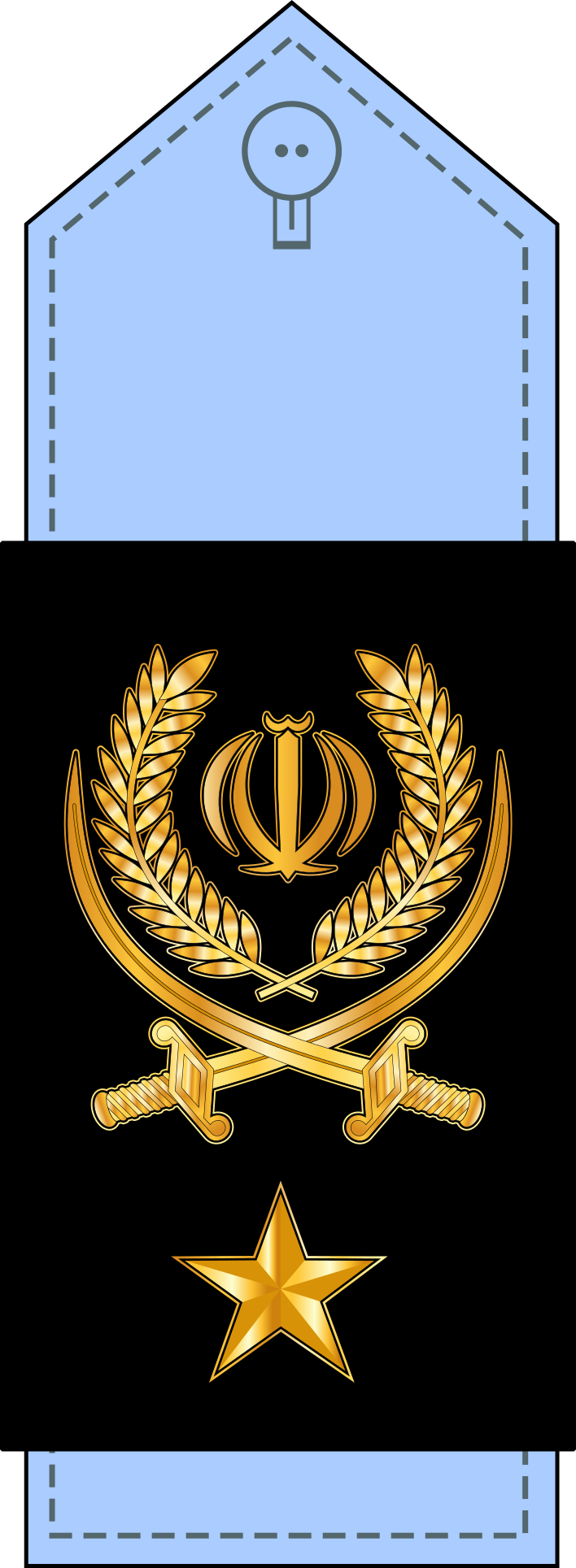
نشان سرتیپ نیروی هوایی ارتش جمهوری اسلامی ایران
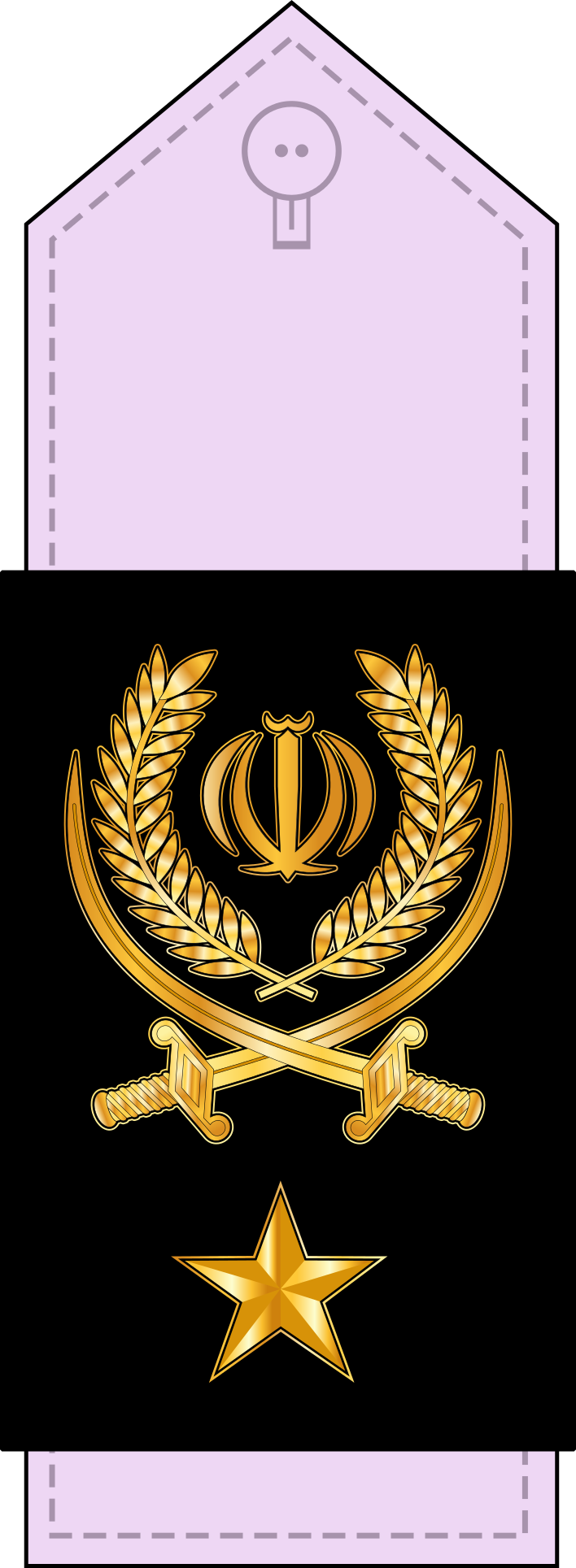
نشان سرتیپ نیروی پدافند هوایی ارتش جمهوری اسلامی ایران
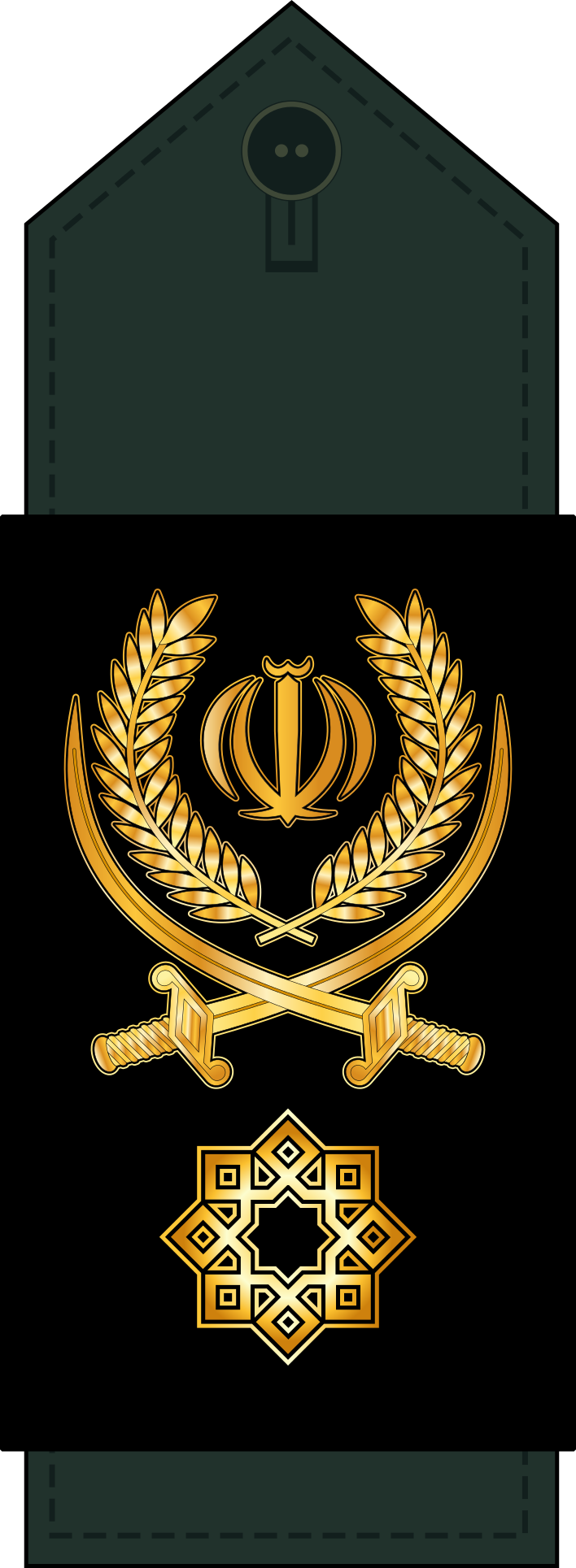
نشان سرتیپ پاسدار سپاه پاسداران انقلاب اسلامی
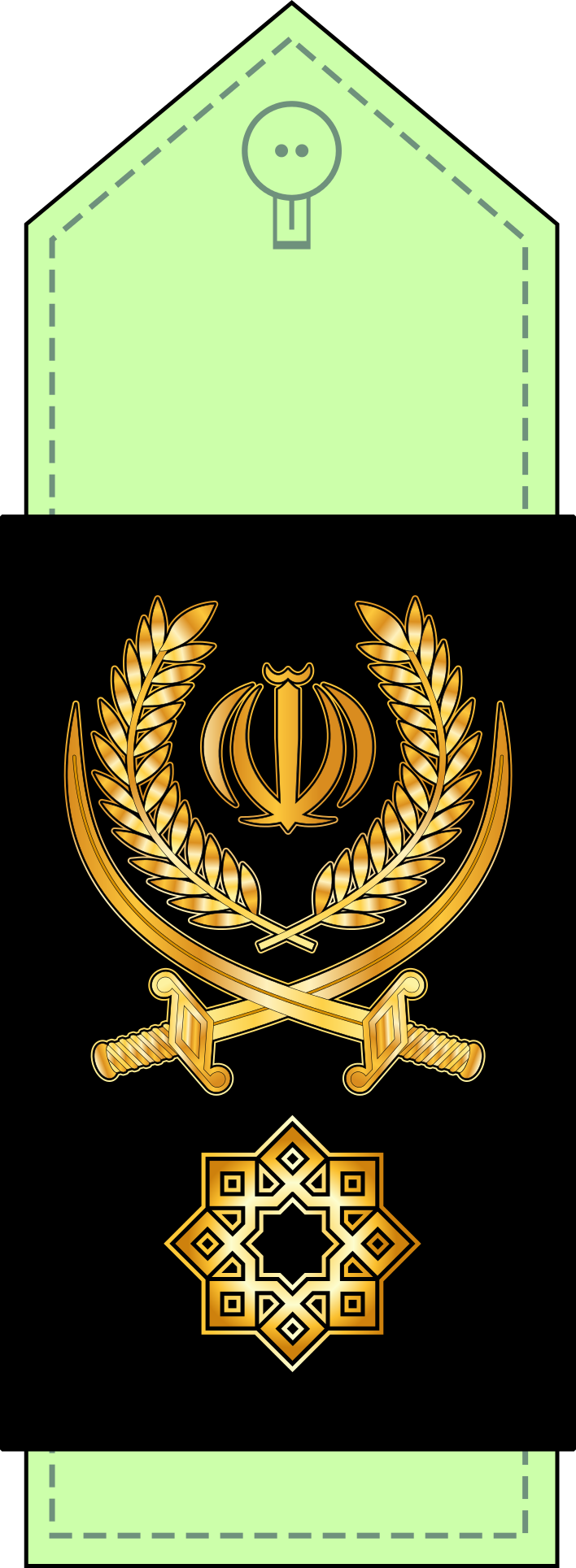
نشان سرتیپ فرماندهی انتظامی جمهوری اسلامی ایران
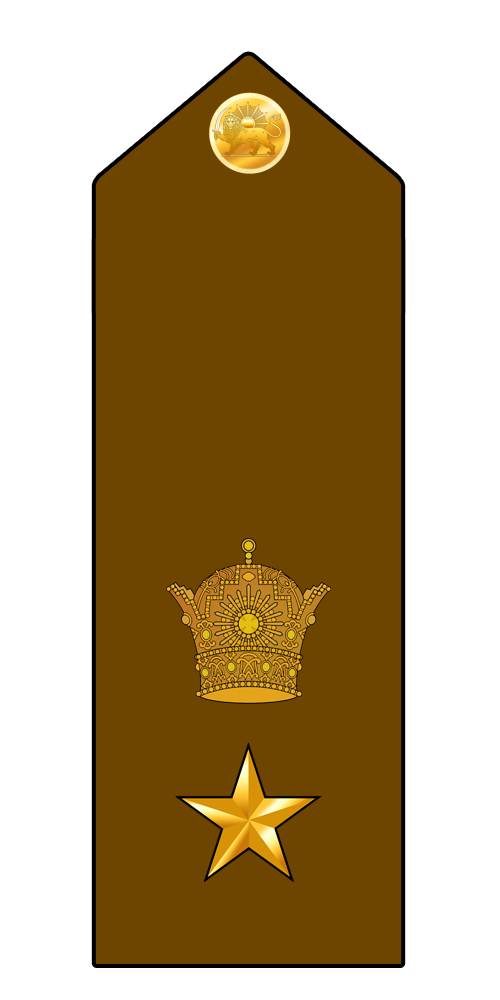
نشان سرتیپ نیروی زمینی شاهنشاهی ایران
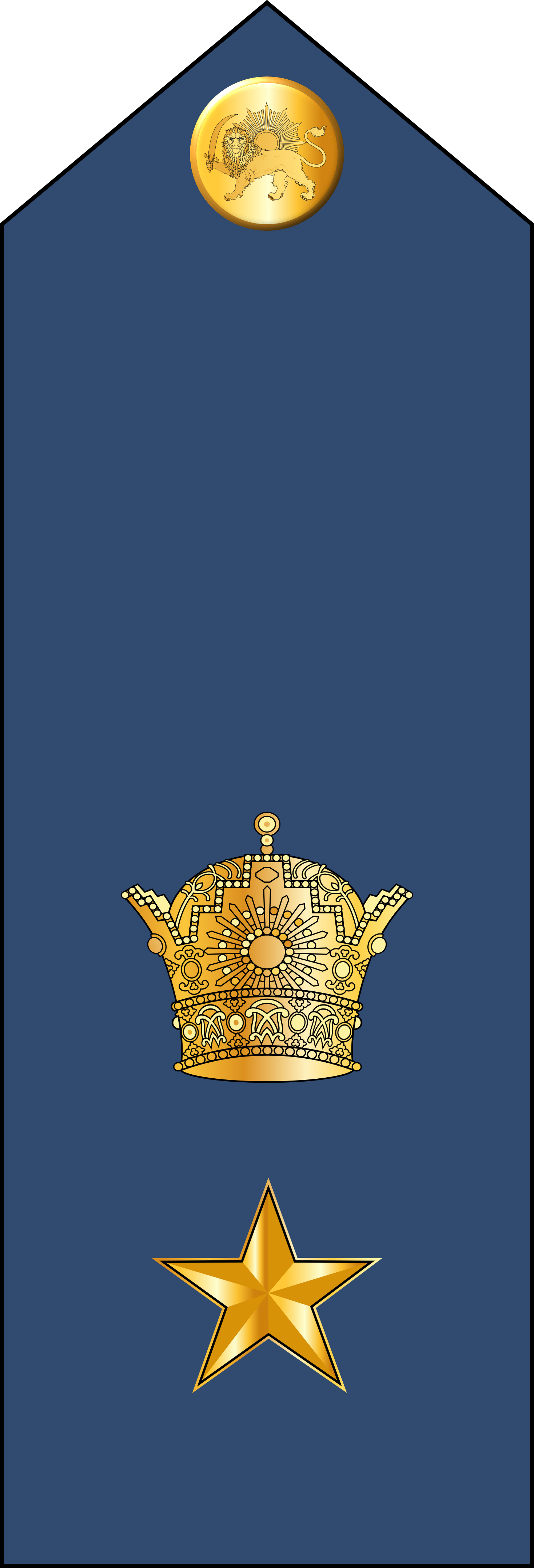
نشان سرتیپ نیروی هوایی شاهنشاهی ایران

## نگارخانه

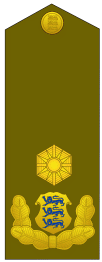
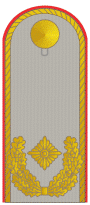
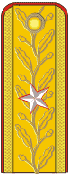
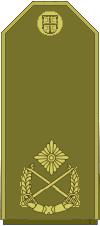
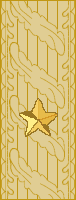